# CD8B
CD8B (англ. CD8b molecule) – білок, який кодується однойменним геном, розташованим у людей на 2-й хромосомі. Довжина поліпептидного ланцюга білка становить 210 амінокислот, а молекулярна маса — 23 722.
| 10         |  | 20         |  | 30         |  | 40         |  | 50         |
| ---------- |  | ---------- |  | ---------- |  | ---------- |  | ---------- |
| MRPRLWLLLA |  | AQLTVLHGNS |  | VLQQTPAYIK |  | VQTNKMVMLS |  | CEAKISLSNM |
| RIYWLRQRQA |  | PSSDSHHEFL |  | ALWDSAKGTI |  | HGEEVEQEKI |  | AVFRDASRFI |
| LNLTSVKPED |  | SGIYFCMIVG |  | SPELTFGKGT |  | QLSVVDFLPT |  | TAQPTKKSTL |
| KKRVCRLPRP |  | ETQKGPLCSP |  | ITLGLLVAGV |  | LVLLVSLGVA |  | IHLCCRRRRA |
| RLRFMKQFYK |  |            |  |            |  |            |  |            |

A: Аланін

C: Цистеїн

D: Аспарагінова кислота

E: Глутамінова кислота

F: Фенілаланін

G: Гліцин

H: Гістидин

I: Ізолейцин

K: Лізин

L: Лейцин

M: Метіонін

N: Аспарагін

P: Пролін

Q: Глутамін

R: Аргінін

S: Серин

T: Треонін

V: Валін

W: Триптофан

Кодований геном білок за функцією належить до фосфопротеїнів. 
Задіяний у таких біологічних процесах, як адаптивний імунітет, імунітет, альтернативний сплайсинг. 
Локалізований у клітинній мембрані, мембрані.
Також секретований назовні.